# San Angelo
San Angelo je město v okresu Tom Green County ve státě Texas ve Spojených státech amerických. Nachází se v Concho Valley v Západním Texasu asi 360 kilometrů západně od Austinu.
K roku 2020 zde žilo 99 893 obyvatel. S celkovou rozlohou 160km² byla hustota zalidnění 620 obyvatel na km². Ve městě převládá subtropické semiaridní klima. Ve městě působí Angelská státní univerzita.